# 安藤希
安藤希（1982年8月3日—）是日本的女演員。出身於日本千葉縣。
安藤希經由東京學館浦安高校到青山學院短期大學日本文學科畢業。畢業論文的主題與与謝野晶子有關。是おはスタ（東京電視台聯播網）的原おはガール。此外也是雜誌『ニコラ』的原ニコモ。
安藤希以『卡美拉3 邪神覺醒』這部作品在電影界出道。之後在電影「さくや妖怪傳」首次擔任主角，之後也在「自殺マニュアル」「ラ・マン」等片擔任主角。因「さくや妖怪伝」這部作品而獲得了2000年度每日映画コンクールスポニチグランプリ新人獎。在第3回日本デジタルビデオ大賞中獲得了女主角獎。作為同年代女演員中極少見的冰山美人而獲得了高度的評價。
另外，作為歌手在1999年以自主製作身分發行單曲後，在2001年經由日本クラウン正式出道。在2006年9月時總共發行了5片（包含自主製作時代）的單曲與2片合輯。
愛犬的名字是アクア與ココア。
喜歡的食物是母親作的甜日式煎蛋捲,喜歡的酒是燒酒。
2008年2月14日に結婚したことを7月14日に自身のブログで公表している[1]。
2009年4月23日午後2時14分、第一子となる女児を出産。

## 演出作品

### 電影
- 卡美拉3 邪神覺醒（1999年、導演：金子修介）飾演守部美雪
- さくや妖怪傳（2000年、導演：原口智生）飾演榊咲夜 （主演）
- 富江 最終章　～禁断の果実～（2002年、導演：中原俊）飾演富江
- 自殺マニュアル（2003年、導演：福谷修）飾演永沢美希
- せかいのおわり（2004年、導演：風間志織）飾演恵利香
- 紀雄の部屋（2004年、導演：深川栄洋）飾演森下（妹）
- L'amant ラマン（2004年、導演：廣木隆一）飾演華子/チカコ 役（主演・一人兩角）
- タッチ（2005年、導演：犬童一心）飾演日向小百合
- 天使（2005年、導演：宮坂まゆみ）
- 死づえ2 ～刻まれた十字架～（2006年、導演：櫻井雅章）飾演山口麻耶
- 放郷物語 THROWS OUT MY HOMETOWN（2006年、導演：飯塚健）飾演椎名芽里
- 東京フレンズ The Movie（2006年、導演：永山耕三）
- 花田少年史 幽霊と秘密のトンネル（2006年、導演：水田伸生）飾演香取聖子

### 電視
- 天才兒童MAX「新優克迪爾故事」（2006年）飾演植物的女王

### イメージDVD
- 「un deux trois...」（2004年9月20日、竹書房）

## 音樂作品

### 單曲
1. Baby Don’t Look (1999年10月21日：自主製作)
2. PLACE/Revolution-21 (2001年6月21日：日本クラウン)
3. VOICE/タカラモノ/CANDLE (2001年10月24日：日本クラウン)
4. 羽根/花/空 (2002年6月21日：日本クラウン)
5. 永遠/white snow…/again ～Love letter～ (2003年1月22日：日本クラウン)

### 合輯
1. from N (2002年3月21日：日本クラウン)
M-1 Stars
M-2 BE
M-3 VOICE(ALBUM MIX)
M-4 MY FRIEND
M-5 タカラモノ(ALBUM MIX)
M-6 Revolution-21
M-7 CANDLE
M-8 tears...tears...
M-9 PLACE
M-10 Spring Song
2. Reason (2003年2月21日：日本クラウン)
M-1 REASON
M-2 永遠
M-3 しあわせ
M-4 羽根
M-5 ふたり
M-6 white snow…
M-7 10月の海
M-8 花
M-9 again ～Love letter～
M-10 空

## 外部連結
- 官方網站